# کرتینیسم
بیماری کرتینیسم (Cretinism) نوعی بیماری است که به علت وجود هیپوتیروئیدی از زمان تولد روی می‌دهد.
وجود هیپوتیروئیدی از زمان تولد اغلب ناشی از کمبود ید در دوران جنینی است که موجب عقب افتادگی ذهنی و جسمی نوزاد می‌گردد.

## مکانیزم ایجاد بیماری
ناشی از کمبود طولانی مدت ید در دوران جنینی است و به ندرت سایر دلایل کم‌کاری تیرویید مانند آژنزی غده تیروئید. مادر نیز ممکن است دچار کم‌کاری تیروئیدی باشد.

## علائم بیماری
آسیب‌های مغزی، عقب ماندگی ذهنی و جسمی (کوتاهی قد) بزرگی زبان، هیپوتونی (کم بودن فعالیت و تحرک) و دیر بسته شدن فونتانلها (ملاج سر)، تحلیل استخوان‌ها و کاهش متابولیسم پایه در کودکی، خستگی و خواب آلودگی، مشکلات یادگیری، پوست خشک، خشن و سرد، برادیکاردی و اضافه وزن. براساس میزان کاهش بهره هوشی می‌توان بیماری را از هیپوتیروئیدی خفیف تا کرتین و کرتینوئید تقسیم کرد.

## شیوع
تقریباً ۳۰٪ مردم جهان (حدود ۱/۶ میلیارد نفر) در معرض خطر اختلال کمبود ید (IDD) هستند. ۵۰ میلیون کودک مبتلا شده‌اند. IDD به ویژه در مناطق حاره‌ای دیده می‌شود. چینی‌ها ۴۰ درصد از بیماران کرتن را در جهان شامل می‌شوند. ساکنین مناطقی که آب آشامیدنی آنها- به دلیل مقدار کم ید در سنگ بستر- دارای مقادیر بسیار کم ید می‌باشد درخطر این بیماری هستند. (پیش از افزایش منظم ید در نمک خوراکی). دریا منبع بزرگ ید است. به‌طور کلی هر چه فاصله از دریا دورتر باشد، کمبود ید بیشتر است. (برای مثال مقدار بسیار پایین ید در اغلب مناطق کوهستانی باعث افزایش IDD می‌گردد)محیط دارای مواد گواتروژن- موادی که ید را محبوس می‌کنند- دسترسی به ید خیلی پایین است.

## کنترل بیماری
انجام غربالگری برای تشخیص زود هنگام این بیماری در کشورهای پیشرفته و ایران از هیپوتیروئیدی نوزادی جلوگیری می‌کند. این بیماری در صورت تشخیص به موقع کاملاً قابل درمان می‌باشد در حالی که در صورت عدم تشخیص فرد را به یک موجود عقب مانده غیرقابل برگشت تبدیل می‌کند. درمان با تجویز هورمون‌های تیروئید (لووتیروکسین) می‌باشد.
غربالگری با نمونه‌گیری خون نوزاد و سنجش سطح TSH سرم انجام می‌گیرد.